# Будянский, Бернард
Бернард Будянский (англ. Bernard Budiansky; 8 марта 1925, Нью-Йорк, Нью-Йорк — 23 января 1999, Лексингтон, Массачусетс) — известный учёный в области механики, внёс значительный вклад в механику конструкций и механику материалов.

## Биография
Родился в семье еврейских иммигрантов из Российской империи. Родители вскоре разошлись и Бернард воспитывался матерью и дедом Израилем Чапликом.
В 1944 году окончил Сити-колледж в Нью-Йорке, получил степень бакалавра по гражданскому строительству.
Начал работать научным сотрудником Национального консультативного комитета по аэронавтике (NACA, предшественника NASA). В 1947 году взял учебный отпуск в NACA и поступил в аспирантуру по прикладной математике в университет Брауна, получил степень Ph.D. в 1950 году. Он вернулся в NACA в 1950 году, а в 1952 году был назначен руководителем структурного отделения механики. В 1955 году поступил в Гарвардский университет.

## Научные интересы
Занимался исследованием влияния трещин и швов в породах на распространение сейсмических волн, его теория стала основой для определения свойств горных пород. Был одним из первых исследователей в области материаловедения и внёс значительный вклад в объяснение разрушения пластичных металлов и упрочнение обычно хрупких керамик и композитных материалов.

## Награды и членства
- Стипендия Гуггенхайма (1961)[4]
- медаль Кармана (1982)
- медаль Тимошенко (1989)
- медаль АSME (1997)

Состоял членом Национальной академии наук США (1973), Национальной инженерной академии США (1976), Американской академии наук и искусств; Нидерландской королевской академии искусств и наук, датского Центра прикладной математики и механики.